# Кристофферсен, Хенрик
Хе́нрик Кристо́фферсен (англ. Henrik Kristoffersen; род. 2 июля 1994, Релинген, Акерсхус) — норвежский горнолыжник, двукратный чемпион мира, бронзовый призёр Олимпийских игр 2014 года в слаломе и серебряный призёр Олимпийских игр 2018 года в гигантском слаломе, 6-кратный победитель чемпионатов мира среди юниоров, многократный победитель этапов Кубка мира. Специализируется в технических дисциплинах.

## Карьера

### Юниорская
На чемпионате мира среди юниоров 2012 года в Роккаразо в возрасте 17 лет он завоевал три медали в различных дисциплинах: золото — в гигантском слаломе и 2 серебра — в слаломе и комбинации. На следующий год на чемпионате мира среди юниоров в Квебеке выиграл золото в комбинации. В 2014 и 2015 годах на чемпионатах мира среди юниоров, уже после своей бронзы на Олимпийских играх в Сочи, делал «золотые дубли», побеждая в слаломе и гигантском слаломе. В результате Хенрик стал одним из самых титулованных горнолыжников в истории чемпионатов мира среди юниоров.

### Взрослая

#### 2012—2018
В Кубке мира Хенрик дебютировал в словенской Краньской-Горе в марте 2012 года, впервые на подиум на этапе Кубка поднялся на втором этапе сезона 2013/2014 в слаломе, заняв третье место. Свою первую победу в Кубке мира одержал 28 января 2014 года в слаломе в австрийском Шладминге, обойдя австрийца Марселя Хиршера и немца Феликса Нойротера. По итогам сезона 2013/14 19-летний норвежец стал седьмым в общем зачёте Кубка мира, а также третьим в зачёте слалома.
На Олимпийских играх дебютировал в 2014 году в Coчи, где стал бронзовым призёром в слаломе, хотя после первого заезда шёл только на 15-м месте. На момент завоевания этой медали Хенрику было 19 лет и 235 дней, он стал самым молодым мужчиной, который завоевал олимпийскую медаль в горнолыжном спорте (прежний рекорд принадлежал австрийцу Альфреду Матту и равнялся 19 годам и 281 дню).
В начале сезона 2014/15 в Хенрик повторяет свой успех, одерживая свою вторую победу на этапе Кубка мира в соревнованиях слалома, что проходили в финском Леви. На предпоследнем этапе Кубка мира, предшествующему финалу, Херник одерживает очередную победу на этапе слалома, что проходит в словенской Краньской-Горе. По итогам 2014/15 Хенрик стал восьмым зачёте Кубка мира, четвёртым в зачёте слалома и шестым в зачёте гигантского слалома.
Сезон 2015/16 стал для Хенрика самым успешным. Он смог выиграть 6 этапов кубка в дисциплине слалома, а также составил достойную конкуренцию австрийцу Марселю Хиршеру, что позволило ему выиграть свой первый малый хрустальный глобус в зачёте слалома по итогам сезона. В зачёте Кубка мира Хенрик стал вторым, набрав 1298 очков.
В сезоне 2016/17 одержал пять побед в слаломе, однако не сумел выиграть зачёт этой дисциплины, отстав от Марселя Хиршера на 160 очков. В общем зачёте Хенрик набрал 903 очка и занял третье место после Хиршера (1599) и Хьетиля Янсруда (924).
На чемпионате мира 2017 года в Санкт-Морице был одним из основных претендентов на медали в слаломе и гигантском слаломе. В гигантском слаломе Кристофферсен в борьбе за третье место уступил 0,05 сек своему соотечественнику Лейфу Кристиану Хёугену и остался 4-м. В слаломе также занял 4-е место, проиграв бронзовому призёру Феликсу Нойройтеру 0,11 сек.
В сезоне 2017/18 Кристофферсен сумел одержать всего одну победу (слалом в Кицбюэле), но благодаря стабильным выступлениям второй раз в карьере стал вторым в общем зачёте Кубка мира, а также впервые занял второе место в зачёте гигантского слалома.
На Олимпийских играх 2018 года занял второе место в гигантском слаломе, показав лучшее время во втором заезде (после первого Хенрик был только 10-м). По сумме двух попыток отстал от Хиршера на 1,27 сек и всего на 0,04 сек опередил ставшего третьим француза Алексиса Пентюро. В слаломе Хенрик показал лучшее время в первой попытке (фаворит Марсель Хиршер сошёл с трассы) и имел реальные шансы на олимпийское золото, но во второй попытке не сумел финишировать. Победа досталась шведу Андре Мюреру.

#### 2019 — наст. время

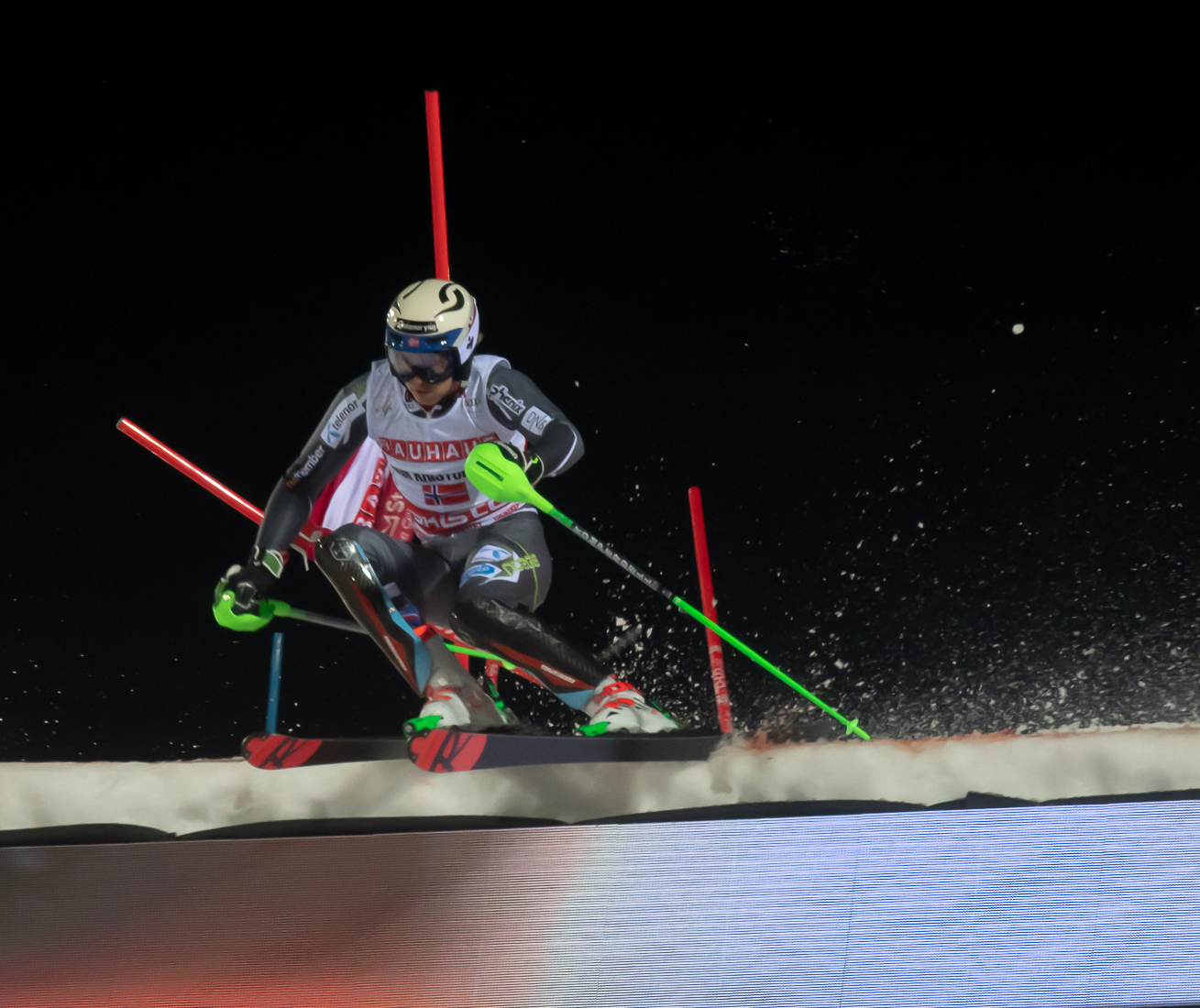
Кристофферсен в феврале 2019 года в Стокгольме

На чемпионате мира 2019 года в Оре завоевал золото в гигантском слаломе, опередив Марселя Хиршера и Алексиса Пентюро. В слаломе на чемпионате мира Хенрик занял 8-е место.
24 февраля 2019 года одержал первую победу в Кубке мира за последние 13 месяцев, выиграв гигантский слалом в Банско. С первой победы в гигантском слаломе в Кубке мира прошло почти 4 года. 9 марта вновь выиграл гигантский слалом в Краньской-Горе.
22 декабря 2019 года выиграл гигантский слалом в Альта-Бадье, эта победа стала для Хенрика 20-й на этапах Кубка мира. Всего в сезоне 2019/20 до его остановки в марте из-за пандемии Covid-19 одержал три победы. При этом Хенрик впервые в карьере победил в зачёте гигантского слалома в Кубке мира, а также второй раз после 2016 года стал лучшим в зачёте слалома. В общем зачёте Кубка мира Хенрик стал третьим, это пятое подряд попадание в тройку лучших общего зачёта Кубка мира.

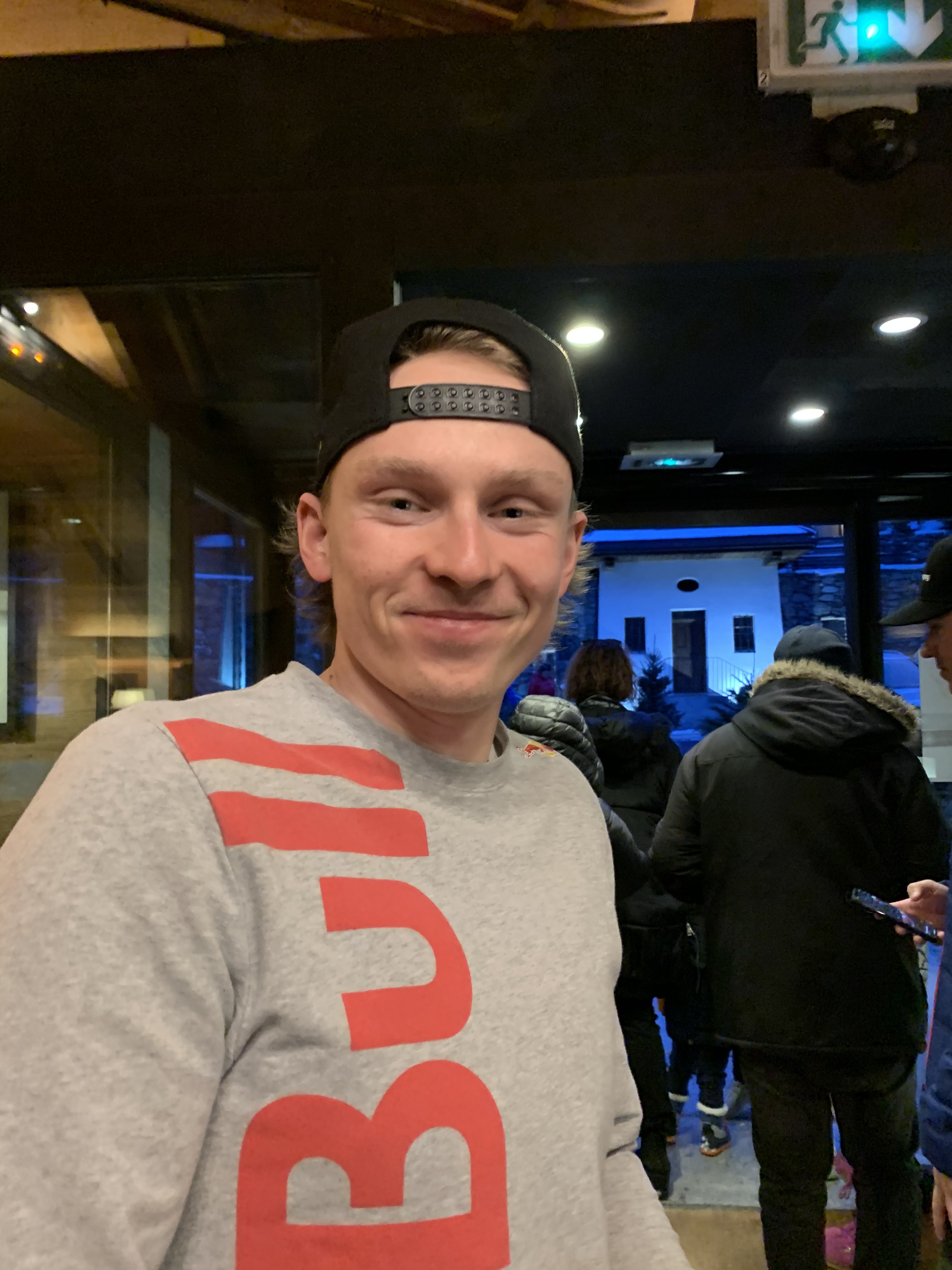
Хенрик в 2020 году

22 декабря 2020 года третий раз в карьере выиграл слалом в Кубке мира в итальянской Мадонне-ди-Кампильо. 31 января 2021 года выиграл ещё один слалом во французском Шамони.
На чемпионате мира 2021 года в Кортине-д’Ампеццо стал бронзовым призёром в слаломе, а в гигантском слаломе показал 9-й результат.
19 декабря 2021 года победил в гигантском слаломе на этапе Кубка мира в итальянской Альта-Бадии. Таким образом, сезон 2021/22 стал девятым подряд, в котором Кристофферсен выиграл как минимум один этап Кубка мира.
На Олимпийских играх 2022 года в Пекине Кристофферсен занял четвёртое место в слаломе, уступив 0,09 сек бронзовому призёру Себастьяну Фосс-Солевогу. В гигантском слаломе Хенрик шёл четвёртым после первой попытки, но во второй показал 18-е время и по сумму двух попыток занял восьмое место.
После Олимпийских игр норвежец набрал отличную форму. 26 и 27 февраля выиграл два слалома на этапе Кубка мира в Гармиш-Партенкирхене. 12 и 13 марта 2022 года выиграл два гигантских слалома на этапе Кубка мира в Краньской-Горе. По итогам сезона выиграл зачёт слалома в Кубке мира, а в общем зачёте занял третье место.

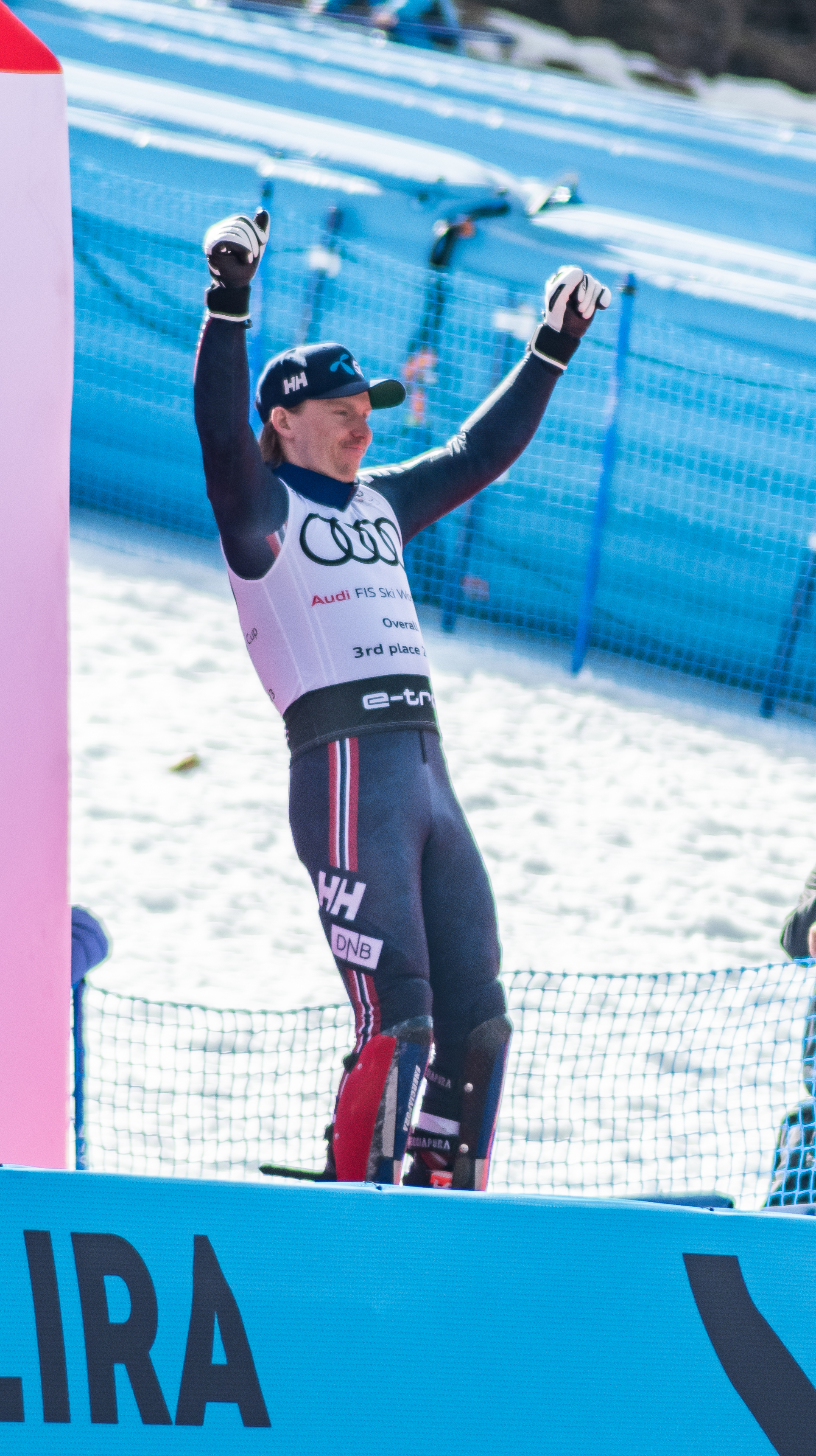
2023 год

4 января 2023 года выиграл слалом в Гармиш-Партенкирхене (сезон 2022/23 стал 10-м подряд, в котором Кристофферсен выиграл как минимум один этап Кубка мира), а 15 января победил в слаломе в Венгене. Эта победа стала для Хенрика 30-й в Кубке мира, он стал 11-м горнолыжником, выигравшим не менее 30 этапов мужского Кубка мира за карьеру.
19 февраля 2023 года выиграл золото в слаломе на чемпионате мира в Куршевеле. При этом Хенрик шёл только 16-м после первой попытки, но во второй показал лучшее время и стал чемпионом.
В сезоне 2023/24 Кристофферсен впервые за последние 11 сезонов не сумел выиграть ни одного этапа Кубка мира. Кристофферсен дважды был третьим в слаломе и один раз вторым в гигантском слаломе. Однако благодаря стабильным выступлениям Кристофферсен занял 4-е место в общем зачёте Кубка мира, 11-й раз подряд попав в топ-8 общего зачёта Кубка мира.
15 декабря 2024 года выиграл слалом в Валь-д’Изере, победив на этапе Кубка мира впервые за 23 месяца. Сезон 2024/25 стал 11-м, в котором Кристофферсен выиграл как минимум один этап Кубка мира.
На чемпионате мира 2025 года в Зальбахе выступил неудачно — 8-е место в гигантском слаломе и 13-е место в слаломе.
1 и 2 марта 2025 года выиграл слалом и гигантский слалом на этапе Кубка мира в Краньске-Горе, повторив свой победный дубль там же в 2022 году. При этом гигантский слалом Кристофферсен выиграл на этапе Кубка мира впервые за три года.
Использует лыжи и ботинки производства фирмы Van Deer.

## Результаты на крупнейших соревнованиях

### Зимние Олимпийские игры
| Олимпийские игры | Скоростной спуск | Супергигант | Гигантский слалом | Слалом | Комбинация | Команды |
| ---------------- | ---------------- | ----------- | ----------------- | ------ | ---------- | ------- |
| 2014 Сочи        | —                | —           | 10                | 3      | —          | н/д     |
| 2018 Пхёнчхан    | —                | —           | 2                 | DNF2   | —          | —       |
| 2022 Пекин       | —                | —           | 8                 | 4      | —          |         |

### Чемпионаты мира по горнолыжному спорту
| Чемпионат мира         | Скоростной спуск | Супергигант | Гигантский слалом | Слалом | Комбинация | Команды | Паралл. гигантский слалом |
| ---------------------- | ---------------- | ----------- | ----------------- | ------ | ---------- | ------- | ------------------------- |
| 2013 Шладминг          | —                | —           | 20                | DNF2   | —          | 9       | н/д                       |
| 2015 Вейл/Бивер-Крик   | —                | —           | 13                | 4      | —          | —       | н/д                       |
| 2017 Санкт-Мориц       | —                | —           | 4                 | 4      | —          | —       | н/д                       |
| 2019 Оре               | —                | —           | 1                 | 8      | —          | —       | н/д                       |
| 2021 Кортина-д’Ампеццо | —                | —           | 9                 | 3      | —          | —       | —                         |
| 2023 Куршевель         | —                | —           | 5                 | 1      | —          | —       | —                         |
| 2025 Зальбах           | —                | —           | 8                 | 13     | —          | —       | н/д                       |

### Кубок мира

#### Завоёванные хрустальные глобусы
- Слалом — 3 раза: 2015/16, 2019/20, 2021/22
- Гигантский слалом — 1 раз: 2019/20

#### Победы на этапах Кубка мира (33)
| №  | Сезон   | Дата        | Место               | Дисциплина            |
| -- | ------- | ----------- | ------------------- | --------------------- |
| 1  | 2013/14 | 28 янв 2014 | Шладминг            | Слалом                |
| 2  | 2014/15 | 16 ноя 2014 | Леви                | Слалом (2)            |
| 3  | 2014/15 | 15 мар 2015 | Краньска-Гора       | Слалом (3)            |
| 4  | 2014/15 | 21 мар 2015 | Мерибель            | Гигантский слалом     |
| 5  | 2015/16 | 13 дек 2015 | Валь-д’Изер         | Слалом (4)            |
| 6  | 2015/16 | 22 дек 2015 | Мадонна-ди-Кампильо | Слалом (5)            |
| 7  | 2015/16 | 10 янв 2016 | Адельбоден          | Слалом (6)            |
| 8  | 2015/16 | 17 янв 2016 | Венген              | Слалом (7)            |
| 9  | 2015/16 | 24 янв 2016 | Кицбюэль            | Слалом (8)            |
| 10 | 2015/16 | 26 янв 2016 | Шладминг            | Слалом (9)            |
| 11 | 2016/17 | 11 дек 2016 | Валь-д’Изер         | Слалом (10)           |
| 12 | 2016/17 | 22 дек 2016 | Мадонна-ди-Кампильо | Слалом (11)           |
| 13 | 2016/17 | 8 янв 2017  | Адельбоден          | Слалом (12)           |
| 14 | 2016/17 | 15 янв 2017 | Венген              | Слалом (13)           |
| 15 | 2016/17 | 24 янв 2017 | Шладминг            | Слалом (14)           |
| 16 | 2017/18 | 21 янв 2018 | Кицбюэль            | Слалом (15)           |
| 17 | 2018/19 | 24 фев 2019 | Банско              | Гигантский слалом (2) |
| 18 | 2018/19 | 9 мар 2019  | Краньска-Гора       | Гигантский слалом (3) |
| 19 | 2019/20 | 24 ноя 2019 | Леви                | Слалом (16)           |
| 20 | 2019/20 | 22 дек 2019 | Альта-Бадия         | Гигантский слалом (4) |
| 21 | 2019/20 | 28 янв 2020 | Шладминг            | Слалом (17)           |
| 22 | 2020/21 | 22 дек 2020 | Мадонна-ди-Кампильо | Слалом (18)           |
| 23 | 2020/21 | 31 янв 2021 | Шамони              | Слалом (19)           |
| 24 | 2021/22 | 19 дек 2021 | Альта-Бадия         | Гигантский слалом (5) |
| 25 | 2021/22 | 26 фев 2022 | Гармиш-Партенкирхен | Слалом (20)           |
| 26 | 2021/22 | 27 фев 2022 | Гармиш-Партенкирхен | Слалом (21)           |
| 27 | 2021/22 | 12 мар 2022 | Краньска-Гора       | Гигантский слалом (6) |
| 28 | 2021/22 | 13 мар 2022 | Краньска-Гора       | Гигантский слалом (7) |
| 29 | 2022/23 | 4 янв 2023  | Гармиш-Партенкирхен | Слалом (22)           |
| 30 | 2022/23 | 15 янв 2023 | Венген              | Слалом (23)           |
| 31 | 2024/25 | 15 дек 2024 | Валь-д’Изер         | Слалом (24)           |
| 32 | 2024/25 | 1 мар 2025  | Краньска-Гора       | Гигантский слалом (8) |
| 33 | 2024/25 | 2 мар 2025  | Краньска-Гора       | Слалом (25)           |